# Olej arganowy
Olej arganowy – olej produkowany z nasion arganii żelaznej.

## Produkcja
Tradycyjna metoda wytwarzania oleju polega na zmieleniu w ręcznych żarnach nasion drzewa arganowego do oleistej pasty, z której ręcznie wyciska się olej. Ponieważ nasiona trudno otworzyć, zbiera się je wyplute lub wydalone w odchodach przez kozy. Następnie się je oczyszcza, rozłupuje, suszy, praży, dodaje wody i dopiero mieli. Współcześnie olej wytwarza się głównie maszynowo.